# Гумерово (Бураєвський район)
Гуме́рово (рос. Гумерово, башк. Ғүмәр) — присілок у складі Бураєвського району Башкортостану, Росія. Входить до складу Азяковської сільської ради.
Населення — 27 осіб (2010; 39 у 2002).
Національний склад:
- башкири — 79 %